# Guillaume (archevêque de Tyr)
Pour les articles homonymes, voir Guillaume.
Guillaume Ier, mort en 1134 ou 1135, était un prélat anglais qui fut prieur de l'église du Saint-Sépulcre avant sa nomination comme second archevêque de Tyr, dans le royaume croisé de Jérusalem, de 1128 jusqu'à sa mort.

## Biographie
Un certain Eudes avait été consacré archevêque de Tyr en 1122, alors que la ville était toujours sous domination seldjoukide, mais il mourut avant la prise de la ville lors de la croisade vénitienne en 1124 et aucun nouvel archevêque ne fut immédiatement nommé. Ce n'est qu'au printemps 1128 que le patriarche Gormond de Picquigny consacra Guillaume archevêque,. Contre la volonté de Gormond, il se rendit à Rome pour recevoir son pallium directement des mains du pape Honorius II, ce qu'aucun autre archevêque d'Orient latin n'avait jamais fait.
En 1111, le pape Pascal II avait décrété que seules les parties de la province ecclésiastique de Tyr situées dans le royaume de Jérusalem relevaient de la juridiction de l'archevêque, soustrayant ainsi à sa juridiction les sièges suffragants de Tripoli, Tortose et Gibelet, situés dans la principauté d'Antioche. Ceux-ci furent alors placés sous la juridiction du patriarche latin d'Antioche. Guillaume profitât de son voyage à Rome en 1128 pour demander au nouveau pape de restaurer son autorité sur Tripoli, Tortose et Gibelet. L'évêque de Lydda Roger l'accompagna à Rome, où ils accomplissaient également une mission pour le roi Baudouin II de Jérusalem.
À Rome, Guillaume remplit ses deux missions avec succès, aussi Honorius ordonna à tous les évêques de la province de Tyr d'obéir à l'archevêque et confirma que la province entière relevait du patriarcat latin de Jérusalem. Lui et Roger réussirent également leur mission laïque, contribuant à arranger le mariage de Mélisende, héritière de Jérusalem, avec le comte Foulques V d'Anjou,.
Honorius envoya un légat, le cardinal Gilles de Toucy, en Orient afin de faire respecter sa nouvelle décision, mais le patriarche latin d'Antioche Bernard de Valence l'ignora. Étant donné qu'aucun diocèse suffragant n'avait été établi dans le royaume de Jérusalem du vivant de Gormond et que ses suffragants actuels restèrent fidèles à Antioche, Guillaume commença comme métropolite sans suffragants.
En 1129, Guillaume confirma l'ancienne cathédrale grecque orthodoxe Sainte-Marie de Tyr aux chanoines du Saint-Sépulcre, qui l'avait acquise avant son accession à l'archevêché,. Il possédait probablement sa propre cathédrale dans une nouvelle église dédiée à la Sainte-Croix mais on ignore si la construction de la future cathédrale de Tyr fut commencée sous son règne. En 1130, Guillaume de Malines, successeur de Guillaume comme prieur du Saint-Sépulcre, fut nommé patriarche de Jérusalem. Il entreprit de créer de nouveaux diocèses suffragants pour Tyr : à Beyrouth (1133), à Sidon (1133) et à Acre (1135).
Guillaume meurt en 1134 ou 1135.